# Diana Morgan
Pour les articles homonymes, voir Morgan.
Mary Diana Morgan, née le 29 mai 1908 à Cardiff et morte le 9 décembre 1996 à Northwood, est une dramaturge et scénariste galloise, qui travaille pour Ealing Studios.

## Carrière
Mary Diana Morgan naît à Cardiff le 29 mai 1908. Elle étudie à la Central School of Speech and Drama. Ses débuts sur scène à Londres sont dans Cavalcade (en) de Noël Coward au Theatre Royal, Drury Lane en 1931.
Après son mariage avec Robert MacDermot, le couple écrit en partenariat. En 1937, ils écrivent la pièce Bats in the Belfry dans laquelle joue Vivien Leigh. Leurs premiers travaux sont destinés à la scène londonienne et comprennent une revue complète en 1938 à l'hippodrome de Londres, Black and Blue, mettant en vedette Frances Day, Vic Oliver et Max Wall. 

## Pièces notables
- Bats In The Belfry (1937)
- Transatlantic Lullaby (1939)
- Black & Blue Revue – Frances Day (1939)
- Let's Face it! (1939)
- A House in the Square (1940)
- Three Waltzes (1945)
- My Sex Right or Wrong (1947)
- Swinging the Gate (1950)
- Everyman (1952)
- After my Fashion (1952)
- The Starcross Story (1953)
- I"ll Take the High Road... (1956)
- Your Obedient Servant (1960)
- Rain Before Seven (1960)
- Time to Kill (1961)
- Hand in Hand (1963)
- Little evenings (1971)
- My Cousin Rachel (1980) (adapté du roman Ma cousine Rachel de Daphné du Maurier)

## Filmographie notable
- 1943 : Went the day well? d'Alberto Cavalcanti
- 1949 : De la coupe aux lèvres de Charles Frend
- 1950 : Le Démon de la danse (Dance Hall) de Charles Crichton